# John Barry
John Barry OBE (York, 3 de novembre de 1933 - Glen Cove, 30 de gener de 2011) fou un compositor de música cinematogràfica anglès.
Fou un dels compositors de bandes sonores més importants de la història del cinema. És recordat sobretot per ser el creador del tema principal i la banda sonora dels films de James Bond, però també són seves les bandes sonores de El knack (Richard Lester, 1964), Cowboy de mitjanit (John Schlesinger, 1969) i Cotton Club (Francis Ford Coppola, 1984).
Barry va rebre cinc Oscars per la seva feina a Nascuda lliure (James Hill i Sam Jaffe, 1966), The Lion in Winter (Anthony Harvey, 1968), Memòries d'Àfrica (Sydney Pollack, 1985) i Ballant amb llops (Kevin Costner, 1990).

## Biografia
La família de Barry havia estat involucrada en el negoci del cinema; el seu pare, John Xavier "Jack" Prendergast, tenia una cadena de cinemes pel nord d'Anglaterra. Però va ser durant el seu servei militar que va començar a desenvolupar la seva faceta musical, després de fer un curs per correspondència amb el compositor de jazz Bill Russo i treballar com a arranjador per a diverses bandes musicals del moment. Durant el servei militar, Barry va passar el seu temps tocant la trompeta. Va ser en aquesta època quan va crear el seu propi grup, The John Barry Seven, on va conèixer el compositor Adam Faith, i juntament amb ells va compondre cançons i peces per algunes pel·lícules. El jazz influencià les seves primeres composicions i això es reflectí perfectament també al seu primer grup.
Aquestes fites van centrar l'atenció dels productors del film Dr. No, Albert R Broccolli i Harry Saltzman, els quals mostraven un cert disgust per la partitura escrita pel compositor Monty Norman, pel que van acomiadar Norman i van encomanar a Barry de compondre el que restava de la partitura del film, a més de fer modificacions importants al tema principal, la qual cosa portaria a la creació del tema de James Bond.
Barry és normalment conegut per tenir un estil que es basava en l'ús extensiu dels Instrument de metall i en les cordes exòtiques, a més de ser un músic innovador, essent dels primers a utilitzar sintetitzadors en una partitura (On Her Majestys Secret Service). L'orquestració de Barry combina la secció de trompetes amb la de cordes creant un so fàcilment reconeixible. La música de Barry normalment realça la resposta del públic cap a un film, com es pot veure a Midnight Cowboy, Out of Africa, o Ballant amb llops.
No només ha escrit música per al cinema, ja que la seva col·laboració amb la televisió ha estat molt gran, tant per a pel·lícules com per a sèries televisives. Una d'aquestes composicions és el tema que va crear per a la sèrie The Persuaders! en la qual el tema es caracteritza per la utilització del sintetitzador Moog.
Els seus darrers treballs cinematogràfics van ser per a la pel·lícula Enigma (2001), i el 2004 va estrenar una versió musical de Brighton Rock. El 2001, la Universitat de York li va concedir un títol honorífic, i el 2002 va ser nomenat Honorífic de la ciutat de York.

## Premis i nominacions

### Premis Oscar
| Any  | Categoria             | Pel·lícula                              | Resultat  |
| ---- | --------------------- | --------------------------------------- | --------- |
| 1967 | Millor banda sonora   | Nascuda lliure                          | Guanyador |
| 1967 | Millor cançó original | Nascuda lliure per la cançó "Born Free" | Guanyador |
| 1969 | Millor banda sonora   | The Lion in Winter                      | Guanyador |
| 1972 | Millor banda sonora   | Mary, Queen of Scots                    | Candidat  |
| 1986 | Millor banda sonora   | Out of Africa                           | Guanyador |
| 1991 | Millor banda sonora   | Ballant amb llops                       | Guanyador |
| 1993 | Millor banda sonora   | Chaplin                                 | Candidat  |

### Premis Globus d'Or
| Any  | Categoria                    | Pel·lícula                                                  | Resultat  |
| ---- | ---------------------------- | ----------------------------------------------------------- | --------- |
| 1965 | Millor cançó original        | Des de Rússia amb amor per la cançó "From Russia with Love" | Candidat  |
| 1967 | Millor cançó original        | Nascuda lliure per la cançó "Born Free"                     | Candidat  |
| 1969 | Millor banda sonora original | The Lion in Winter                                          | Candidat  |
| 1972 | Millor banda sonora original | Mary, Queen of Scots                                        | Candidat  |
| 1975 | Millor cançó original        | The Dove per la cançó "Sail the Summer Winds"               | Candidat  |
| 1978 | Millor cançó original        | L'abisme per la cançó "Down Deep Inside"                    | Candidat  |
| 1981 | Millor banda sonora original | Somewhere in Time                                           | Candidat  |
| 1986 | Millor banda sonora          | Out of Africa                                               | Guanyador |
| 1986 | Millor cançó original        | Panorama per matar per la cançó "A View to a Kill"          | Candidat  |
| 1991 | Millor banda sonora original | Ballant amb llops                                           | Candidat  |
| 1993 | Millor banda sonora original | Chaplin                                                     | Candidat  |

### Premis BAFTA
| Any  | Categoria           | Pel·lícula         | Resultat  |
| ---- | ------------------- | ------------------ | --------- |
| 1969 | Millor banda sonora | The Lion in Winter | Guanyador |
| 1987 | Millor banda sonora | Out of Africa      | Candidat  |
| 1992 | Millor banda sonora | Ballant amb llops  | Candidat  |
| 2005 | BAFTA honorífic     |                    |           |

### Premis Emmy
| Any  | Categoria                                        | Pel·lícula                                  | Resultat |
| ---- | ------------------------------------------------ | ------------------------------------------- | -------- |
| 1964 | Millor composició musical original per televisió | Elizabeth Taylor in London                  | Candidat |
| 1977 | Millor composició per especial                   | Eleanor and Franklin: The White House Years | Candidat |

### Premis Grammy
| Any  | Categoria                                                | Pel·lícula        | Resultat  |
| ---- | -------------------------------------------------------- | ----------------- | --------- |
| 1965 | Millor banda sonora per pel·lícula o televisió           | Goldfinger        | Candidat  |
| 1967 | Millor banda sonora per pel·lícula o televisió           | Nascuda lliure    | Candidat  |
| 1992 | Millor composició instrumental per pel·lícula o telefilm | Ballant amb llops | Guanyador |

## Filmografia

### Cinema
| Any  | Pel·lícula                                                            | Director             | Senzills                                                                                  | Últim CD/edició digital                                                                                    |
| ---- | --------------------------------------------------------------------- | -------------------- | ----------------------------------------------------------------------------------------- | --- |
| 1960 | Fins l'últim alè (Never Let Go)                                       | John Guillermin      |                                                                                           | |
| 1960 | Beat Girl                                                             | Edmond T. Gréville   |                                                                                           | Cherry Red / ACMEM204CD / 2011                                                                             |
| 1962 | The Amorous Prawn                                                     | Anthony Kimmins      |                                                                                           | |
| 1962 | L'habitació en forma d'ela (The L-Shaped Room)                        | Bryan Forbes         |                                                                                           | |
| 1963 | Des de Rússia amb amor (From Russia with Love)                        | Terence Young        |                                                                                           | EMI / 72435-80588-2-6 / 2003                                                                               |
| 1964 | Zulu                                                                  | Cy Endfield          | UA 743: Zulu Stamp / Big Shield                                                           | Ember Records / NR 5012 / 2010                                                                             |
| 1964 | Man in the Middle                                                     | Guy Hamilton         |                                                                                           | |
| 1964 | A Jolly Bad Fellow                                                    | Don Chaffey          |                                                                                           | |
| 1964 | Séance on a Wet Afternoon                                             | Bryan Forbes         | United Artists Records UP1060: Seance On A Wet Afternoon / Oublie Ca                      | EMI / 07243 523073 2 6 / 1997                                                                              |
| 1964 | Goldfinger                                                            | Guy Hamilton         |                                                                                           | EMI / 72435-80891-2-7 / 2003                                                                               |
| 1964 | Sophia Loren in Rome                                                  | Sheldon Reynolds     |                                                                                           | P.E.G. Recordings / PEG023 / 1998                                                                          |
| 1965 | Boy and Bicycle ("Onward Christian Spacemen")                         | Ridley Scott         |                                                                                           | |
| 1965 | L'expedient Ipcress (The Ipcress File)                                | Sidney J. Furie      |                                                                                           | Silva Screen / FILMCD 605 / 2002                                                                           |
| 1965 | The Party's Over                                                      | Guy Hamilton         |                                                                                           | EMI / 07243 523073 2 6 / 1997                                                                              |
| 1965 | Mister Moses                                                          | Ronald Neame         |                                                                                           | |
| 1965 | El knack (The Knack ...and How to Get It)                             | Richard Lester       |                                                                                           | Quartet Records / QRSCE024 / 2011                                                                          |
| 1965 | King Rat                                                              | Bryan Forbes         |                                                                                           | Intrada / ISC 434 / 2019                                                                                   |
| 1965 | Operació Tro (Thunderball)                                            | Terence Young        |                                                                                           | EMI / 72435-80589-2-5 / 2003                                                                               |
| 1965 | Four in the Morning                                                   | Anthony Simmons      |                                                                                           | Ember Records / NR 5029 / 2009                                                                             |
| 1966 | La caça de l'home (The Chase)                                         | Arthur Penn          | Columbia 4-43544: The Chase (2:44) / Saturday Night Philosopher (2:55)                    | Legacy / 515133 2 / 2004                                                                                   |
| 1966 | Nascuda lliure (Born Free)                                            | James Hill           |                                                                                           | Film Score Monthly / FSM Vol.7 No. 10 / 2004                                                               |
| 1966 | The Wrong Box                                                         | Bryan Forbes         |                                                                                           | Intrada / Special Collection Volume 191 / 2011                                                             |
| 1966 | Conspiració a Berlin (The Quiller Memorandum)                         | Michael Anderson     | CBS 2451: Theme From "The Quiller Memorandum" – Wednesday's Child / Sleep Well My Darling | Intrada / Special Collection Volume 201 / 2012                                                             |
| 1966 | Dutchman                                                              | Anthony Harvey       |                                                                                           | |
| 1967 | Només es viu dues vegades (You Only Live Twice)                       | Lewis Gilbert        |                                                                                           | EMI / 72435-41418-2-9 / 2003                                                                               |
| 1967 | The Whisperers                                                        | Bryan Forbes         |                                                                                           | Rykodisc / RCD 10720 / 1998                                                                                |
| 1968 | Boom (Boom!)                                                          | Joseph Losey         |                                                                                           | harkit records / HRKCD 8248 / 2008                                                                         |
| 1968 | Petúlia (Petulia)                                                     | Richard Lester       |                                                                                           | Film Score Monthly / FSM Vol. 8 No. 20 / 2005                                                              |
| 1968 | Deadfall                                                              | Bryan Forbes         |                                                                                           | Retrograde Records / FSM-80124-2 / 1997                                                                    |
| 1968 | The Lion in Winter                                                    | Anthony Harvey       |                                                                                           | Legacy / CK 66133 / 1995                                                                                   |
| 1969 | The Appointment                                                       | Sidney Lumet         |                                                                                           | Film Score Monthly / FSM Vol. 6 No. 11 / 2003                                                              |
| 1969 | Cowboy de mitjanit (Midnight Cowboy)                                  | John Schlesinger     |                                                                                           | Quartet Records / QR434 / 2021                                                                             |
| 1969 | 007 al servei secret de Sa Majestat (On Her Majesty's Secret Service) | Peter R. Hunt        |                                                                                           | EMI / 72435-41419-2-8 / 2003                                                                               |
| 1970 | Monte Walsh                                                           | William A. Fraker    |                                                                                           | Film Score Monthly / FSM Vol. 2 No. 4 / 1999                                                               |
| 1971 | Murphy's War                                                          | Peter Yates          |                                                                                           | |
| 1971 | The Last Valley (pel·lícula)                                          | James Clavell        |                                                                                           | Quartet Records / QR257 / 2016                                                                             |
| 1971 | Walkabout                                                             | Nicolas Roeg         |                                                                                           | The Roundtable / PM001CD / 2016                                                                            |
| 1971 | El detectiu i la doctora (They Might Be Giants)                       | Anthony Harvey       |                                                                                           | |
| 1971 | Diamants per a l'eternitat (Diamonds Are Forever)                     | Guy Hamilton         |                                                                                           | EMI / 72435-41420-2-4 / 2003                                                                               |
| 1971 | Mary, Queen of Scots                                                  | Charles Jarrott      |                                                                                           | Quartet Records / QR504 / 2022                                                                             |
| 1972 | Follow Me!                                                            | Carol Reed           |                                                                                           | King Records / KICP 1476 / 2010                                                                            |
| 1972 | Alice's Adventures in Wonderland                                      | William Sterling     |                                                                                           | Film Score Monthly / FSM Vol. 8 No. 20 / 2005                                                              |
| 1973 | Casa de nines (A Doll's House)                                        | Patrick Garland      |                                                                                           | |
| 1974 | The Tamarind Seed                                                     | Blake Edwards        |                                                                                           | Silva Screen / SILCD1647 / 2021                                                                            |
| 1974 | The Dove                                                              | Charles Jarrott      |                                                                                           | Intrada / ISC 313 / 2015                                                                                   |
| 1974 | L'home de la pistola d'or (The Man with the Golden Gun)               | Guy Hamilton         |                                                                                           | EMI / 72435-41424-2-0 / 2003                                                                               |
| 1975 | El dia de la llagosta (The Day of the Locust)                         | John Schlesinger     |                                                                                           | Intrada / ISC 367 / 2016                                                                                   |
| 1976 | Robin i Marian                                                        | Richard Lester       |                                                                                           | Prometheus Records / PCR 522 / 2008                                                                        |
| 1976 | King Kong                                                             | John Guillermin      |                                                                                           | Film Score Monthly / FSM Vol. 15 No. 5 / 2012                                                              |
| 1977 | The White Buffalo                                                     | J. Lee Thompson      |                                                                                           | Quartet Records / QR267 / 2017                                                                             |
| 1977 | L'abisme (The Deep)                                                   | Peter Yates          |                                                                                           | Casablanca Records USA Pye Records-Precision Tapes UK /1977 Intrada / Special Collection Volume 143 / 2010 |
| 1977 | First Love                                                            | Joan Darling         |                                                                                           | La-La Land Records / LLLCD 1243 / 2013                                                                     |
| 1977 | The Gathering                                                         | Randal Kleiser       |                                                                                           | |
| 1978 | The Betsy                                                             | Daniel Petrie        |                                                                                           | |
| 1978 | Game of Death                                                         | Robert Clouse        |                                                                                           | Silva America / SSD 1154 / 2003                                                                            |
| 1978 | Star Crash: xoc de galàxies (Starcrash)                               | Luigi Cozzi          |                                                                                           | BSX Records / BSXCD 8846 / 2008                                                                            |
| 1979 | Hanover Street                                                        | Peter Hyams          |                                                                                           | Varèse Sarabande / VCL 0309 1090 / 2009                                                                    |
| 1979 | Moonraker                                                             | Lewis Gilbert        |                                                                                           | EMI / 7243 5 41425 2 9 / 2003                                                                              |
| 1979 | The Black Hole                                                        | Gary Nelson          |                                                                                           | Intrada / D001383402 / 2011                                                                                |
| 1980 | Night Games / Jeux érotiques de nuit                                  | Roger Vadim          |                                                                                           | Silva America / SSD 1154 / 2003                                                                            |
| 1980 | Salveu el Titanic! (Raise the Titanic)                                | Jerry Jameson        |                                                                                           | |
| 1980 | En algun lloc del temps (Somewhere in Time)                           | Jeannot Szwarc       |                                                                                           | La-La Land Records / LLLCD 1550 / 2021                                                                     |
| 1980 | Touched by Love                                                       | Gus Trikonis         |                                                                                           | |
| 1980 | Inside Moves                                                          | Richard Donner       |                                                                                           | |
| 1981 | The Legend of the Lone Ranger                                         | William A. Fraker    |                                                                                           | Intrada / ISC 420 / 2018                                                                                   |
| 1981 | Foc en el cos (Body Heat)                                             | Lawrence Kasdan      |                                                                                           | Film Score Monthly / FSM Vol. 15 No. 4 / 2012                                                              |
| 1982 | Hammett                                                               | Wim Wenders          |                                                                                           | Silva Screen / SILCD1662 / 2023                                                                            |
| 1982 | Murder by Phone                                                       | Michael Anderson     |                                                                                           | |
| 1982 | Frances                                                               | Graeme Clifford      |                                                                                           | Label X / LXSACD 1001 / 2005                                                                               |
| 1983 | La gran ruta cap a la Xina (High Road to China)                       | Brian G. Hutton      |                                                                                           | BSX Records / BSXCD 8864 / 2010                                                                            |
| 1983 | Octopussy                                                             | John Glen            |                                                                                           | EMI / 7243 5 41450 2 5 / 2003                                                                              |
| 1983 | La foca daurada (The Golden Seal)                                     | Frank Zuniga         |                                                                                           | Intrada / Special Collection Volume 89 / 2009                                                              |
| 1984 | Mike's Murder                                                         | James Bridges        |                                                                                           | Prometheus Records / PCR 521 / 2009                                                                        |
| 1984 | Fins al setembre (Until September)                                    | Richard Marquand     |                                                                                           | Kritzerland / KR 20018-9 / 2011                                                                            |
| 1984 | Cotton Club (The Cotton Club)                                         | Francis Ford Coppola |                                                                                           | Geffen Records / CDGEF 70260 / 1984                                                                        |
| 1985 | Panorama per matar (A View to a Kill)                                 | John Glen            |                                                                                           | EMI / 72435-41448-2-0 / 2003                                                                               |
| 1985 | Al límit de la sospita (Jagged Edge)                                  | Richard Marquand     |                                                                                           | Varèse Sarabande / VCL 0916 1174 / 2016                                                                    |
| 1985 | Out of Africa                                                         | Sydney Pollack       |                                                                                           | MCA Records / MCAD-11311 / 1995                                                                            |
| 1986 | A Killing Affair                                                      | David Saperstein     |                                                                                           | |
| 1986 | Howard the Duck                                                       | Willard Huyck        |                                                                                           | Intrada / ISC 426 / 2019                                                                                   |
| 1986 | Peggy Sue es va casar (Peggy Sue Got Married)                         | Francis Ford Coppola |                                                                                           | Varèse Sarabande / VCL 1114 1152 / 2014                                                                    |
| 1986 | The Golden Child                                                      | Michael Ritchie      |                                                                                           | La-La Land Records / LLLCD 1180 / 2011                                                                     |
| 1987 | Alta tensió (The Living Daylights)                                    | John Glen            |                                                                                           | EMI / 72435-41451-2-4 / 2003                                                                               |
| 1987 | Hearts of Fire                                                        | Richard Marquand     |                                                                                           | |
| 1988 | Mascarada per un crim (Masquerade)                                    | Bob Swaim            |                                                                                           | Quartet Records / QR326 / 2018                                                                             |
| 1990 | Ballant amb llops                                                     | Kevin Costner        |                                                                                           | |
| 1992 | Chaplin                                                               | Richard Attenborough |                                                                                           | |
| 1992 | Robí Caire (Ruby Cairo)                                               | Graeme Clifford      |                                                                                           | |
| 1993 | La meva vida (My Life)                                                | Bruce Joel Rubin     |                                                                                           | |
| 1993 | Una proposició indecent (Indecent Proposal)                           | Adrian Lyne          |                                                                                           | |
| 1994 | L'especialista (The Specialist)                                       | Luis Llosa           |                                                                                           | |
| 1995 | Plora, terra estimada (Cry, the Beloved Country)                      | Darrell Roodt        |                                                                                           | |
| 1995 | Across the Sea of Time                                                | Stephen Low          |                                                                                           | |
| 1995 | La lletra escarlata (The Scarlet Letter)                              | Roland Joffé         |                                                                                           | |
| 1997 | Swept from the Sea                                                    | Beeban Kidron        |                                                                                           | |
| 1998 | Mercury Rising                                                        | Harold Becker        |                                                                                           | |
| 1998 | Playing by Heart                                                      | Willard Carroll      |                                                                                           | |
| 2001 | Enigma                                                                | Michael Apted        |                                                                                           | |
| 2004 | Els increïbles (descartada)                                           | Brad Bird            |                                                                                           | |

| Any  | Pel·lícula                                              | Director                                 | Senzills                                                                                | Últim CD/edició digital                        |
| ---- | ------------------------------------------------------- | ---------------------------------------- | --------------------------------------------------------------------------------------- | ---------------------------------------------- |
| 1959 | Drumbeat (Tema musical de la sèrie de televisió)        | Stewart Morris                           |                                                                                         |                                                |
| 1959 | Juke Box Jury (Tema musical de la sèrie de televisió)   | Peter Potter                             | Hit And Miss                                                                            | EMI / 07243 523073 2 6 / 1997                  |
| 1962 | Dateline London (Tema musical de la sèrie de televisió) |                                          | Columbia 45-DB 4806: Cutty Sark                                                         | EMI / 07243 523073 2 6 / 1997                  |
| 1963 | Elizabeth Taylor in London                              | Sid Smith                                |                                                                                         | Él / ACMEM59CD / ???                           |
| 1964 | Impromptu (Tema musical de la sèrie de televisió)       | David Croft                              |                                                                                         |                                                |
| 1965 | The Newcomers                                           | Colin Morris                             | Fancy Dance                                                                             |                                                |
| 1966 | Vendetta                                                |                                          | CBS 2390: Vendetta (2:01) / The Danny Scipio Theme (2:45)                               |                                                |
| 1971 | The Persuaders!                                         | Val Guest                                | CBS 7469: Theme From 'The Persuaders' (2:10) / The Girl With The Sun In Her Hair (2:55) |                                                |
| 1972 | The Adventurer                                          |                                          |                                                                                         | Universal Music Jazz France / 531 340 5 / 2009 |
| 1973 | Orson Welles Great Mysteries                            |                                          |                                                                                         | Universal Music Jazz France / 531 340 5 / 2009 |
| 1973 | The Glass Menagerie                                     | Anthony Harvey                           |                                                                                         |                                                |
| 1974 | Born Free                                               | Leonard Horn, Paul Krasny, Russ Mayberry |                                                                                         |                                                |
| 1975 | Love Among the Ruins                                    | James Costigan                           |                                                                                         |                                                |
| 1976 | Eleanor and Franklin (miniseries)                       | Daniel Petrie                            |                                                                                         |                                                |
| 1977 | Eleanor and Franklin: The White House Years             | Daniel Petrie                            |                                                                                         |                                                |
| 1977 | The War Between the Tates                               | Lee Philips                              |                                                                                         |                                                |
| 1977 | Young Joe, the Forgotten Kennedy                        | Richard T. Heffron                       |                                                                                         |                                                |
| 1979 | The Corn Is Green                                       | George Cukor                             |                                                                                         |                                                |
| 1979 | Willa                                                   | Joan Darling, Claudio Guzmán             |                                                                                         |                                                |
| 1983 | Svengali                                                | Anthony Harvey                           |                                                                                         |                                                |
| 1988 | USA Today: The Television Show                          |                                          |                                                                                         |                                                |

### Teatre
| Any  | Pel·lícula                        | Director      | Senzills | Últim CD/edició digital          |
| ---- | --------------------------------- | ------------- | -------- | -------------------------------- |
| 1965 | The Passion Flower Hotel          | Gene Gutowski |          | Sony West End / SMK 66175 / ???? |
| 1974 | Billy                             |               |          |                                  |
| 1981 | The Little Prince and the Aviator | Jerry Adler   |          |                                  |